# Friedensreich Hundertwasser
Friedrich Stowasser (bolje poznan pod imenom Friedensreich Hundertwasser), avstrijski umetnik, slikar, arhitekt, * 15. december 1928, Dunaj; † 19. februar 2000, Tihi ocean v bližini Nove Zelandije.
Ker je»sto« slovanska beseda za »hundert«, si je Friedrich Stowasser nadel umetniško ime Hundertwasser, včasih pa se je imenoval tudi hyaku-sui, kar je japonski prevod njegovega priimka. Svoje slike je oblikoval s pomočjo mehkih naravnih oblik in spiral. Navduševala ga je dunajska secesija, iz tega pa je avstrijski »akcijski slikar« razvil svoj edinstven slog. Priljubljenost in visoka prodajanost del je Hundertwasserja povzdignila v sam vrh svetovne slave. A njegova druga nova domovina je postala Nova Zelandija in njegov dom Regentag, nedokončana tovorna ladja. Na povratku s Tihega oceana je 71-letni Hundertwasser 19. februarja 2000 umrl na križarki Queen Elizabeth II zaradi srčnega infarkta. 
Leta 2004 je bil Hundertwasserju v čast v Uelznu uprizorjen muzikal.

## Življenjepis
V letih 1948-1949 je študiral umetnost na Umetniški akademiji na Dunaju; ob koncu študija je potoval po Italiji. Naslednje leto je bival v Parizu, leta 1951 pa je potoval po Maroku in Tuniziji.
Leto 1967 predstavlja prelom v njegovi karieri, saj so se njegove grafike in plakati začeli prodajali v velikih količinah. Od leta 1981 je predaval na Akademie der bildenden Künste Wien. Leta 1991 so odprli Hundertwasserjev muzej na Dunaju.
Hundertwasser je oblikoval tudi več znamk za Kapverdske otoke, poštno upravo OZNja (Dunaj, Ženeva, New York), leta 1993 in 2000 za Lihtenštajn, leta 1995 za Luksemburg, leta 1994 policijske značke za francoski Evropski svet idr. Avstrijska pošta je Hundertwasserjeve motive uporabila tudi za posebno evropsko izdajo leta 1987 (moderna arhitektura, Hundertwasserjeva hiša), izdajo ob njegovi smrti leta 2000 idr.

## Galerija
- Cerkev sv. Barbare v Bärnbachu, Avstrija.
- Hundertwasserhaus na Dunaju
- Maketa cerkve sv. Barbare

## Izbor zgradb
- Hundertwasserjeva hiša na Dunaju, 1983-1986
- Tovarna Rosenthal v Selbu, 1980-1982
- Rupertinum v Salzburgu (Zungenbart), 1980-1987
- Mierka Getreidesilo v Kremsu, 1982-1983
- Cerkev sv. Barbare v Bärnbachu, 1987-1988
- Podeželski muzej v Roitenu, 1987-1988
- Tekstilna tovarna Rueff v Muntlixu, 1988
- Otroški vrtec Frankfurt-Heddernheim, 1988-1995
- Motel Bad Fischau, 1989-1990
- Muzej Kunst Haus Wien, 1989-1991
- Bolnišnica v Gradcu, 1933-1934
- Gimnazija Luther-Melanchthon-Gymnasium v Wittenbergu, 1997-1999
- Sežigalnica Maishima, Osaka, 1997-2000
- Javno stranišče Kawakawa, 1999
- Okoliška železniška postaja Uelzen, 1999-2001
- Zelena citadela v Magdeburgu, 2005